# Jesús García Quijano

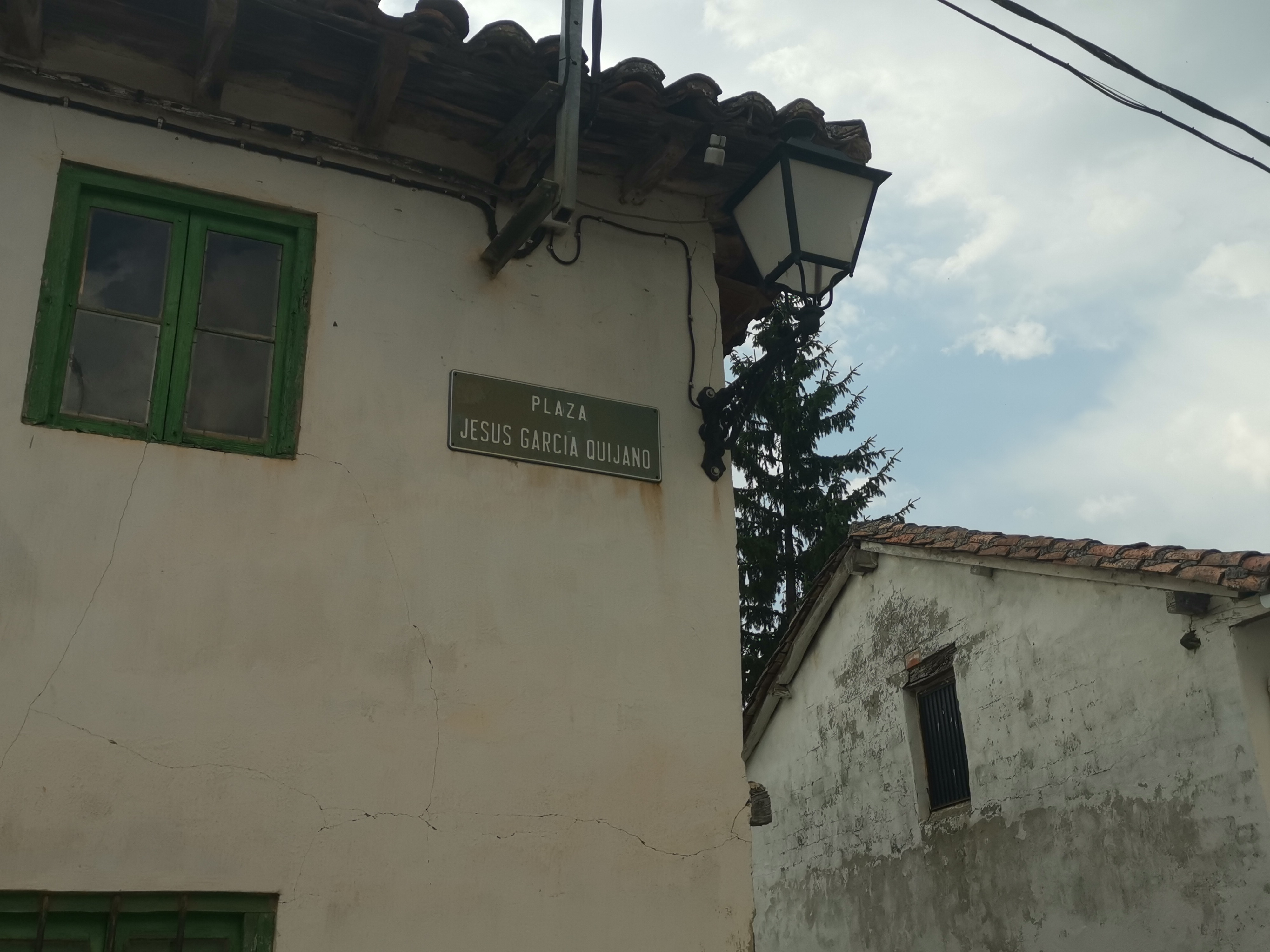
Placa de la plaza en honor a Jesús García Quijano

Jesús García Quijano (Viduerna de la Peña, Santibáñez de la Peña (Palencia) 1875-Viduerna de la Peña, Santibáñez de la Peña (Palencia) 1947) fue un cabo del Ejército Español que combatió en la Revolución filipina durante el sitio de Baler, Filipinas entre 1898 y 1899.

## Primeros años
Labrador de joven, es destinado a Filipinas en el Batallón Expedicionario de Cazadores n.º 2, a la edad de 22 años. 
Tras la paz de Biak-na-Bato, aparentemente sofocada la revolución filipina, el gobierno decide sustituir los 400 hombres del Mayor Génova, en Baler, por el pequeño destacamento de 50 hombres al mando de Juan Alonso Zayas.

## El sitio de Baler
García Quijano embarca en Manila rumbo a Baler a principios de 1898, donde llega en febrero, junto al comandante del destacamento, el Teniente Juan Alonso Zayas, el Teniente Saturnino Martín Cerezo y el recién nombrado gobernador civil y Militar del Distrito el Príncipe, el Capitán de Infantería Enrique de las Morenas y Fossi.
A pesar de que entre Baler y Manila apenas había 100 kilómetros, las comunicaciones por tierra eran prácticamente inexistentes, siendo el barco el medio habitual para la recepción de mercancías y noticias.
Tras un breve periodo de tranquilidad, el 30 de junio de 1898, durante una patrulla rutinaria al mando de Cerezo, cae en una emboscada de los insurgentes filipinos, comandados por Teodorico Novicio Luna, y resulta herido de un balazo en la pierna, dando comienzo el sitio.

Los españoles, se refugian en la iglesia del pueblo por ser el edificio más sólido y defendible en caso de prolongarse la situación, que, finalmente, duró 337 días. El 18 de octubre, Alonso muere de beriberi, tomando el mando del destacamento Martín Cerezo hasta el final del sitio, en junio de 1899.

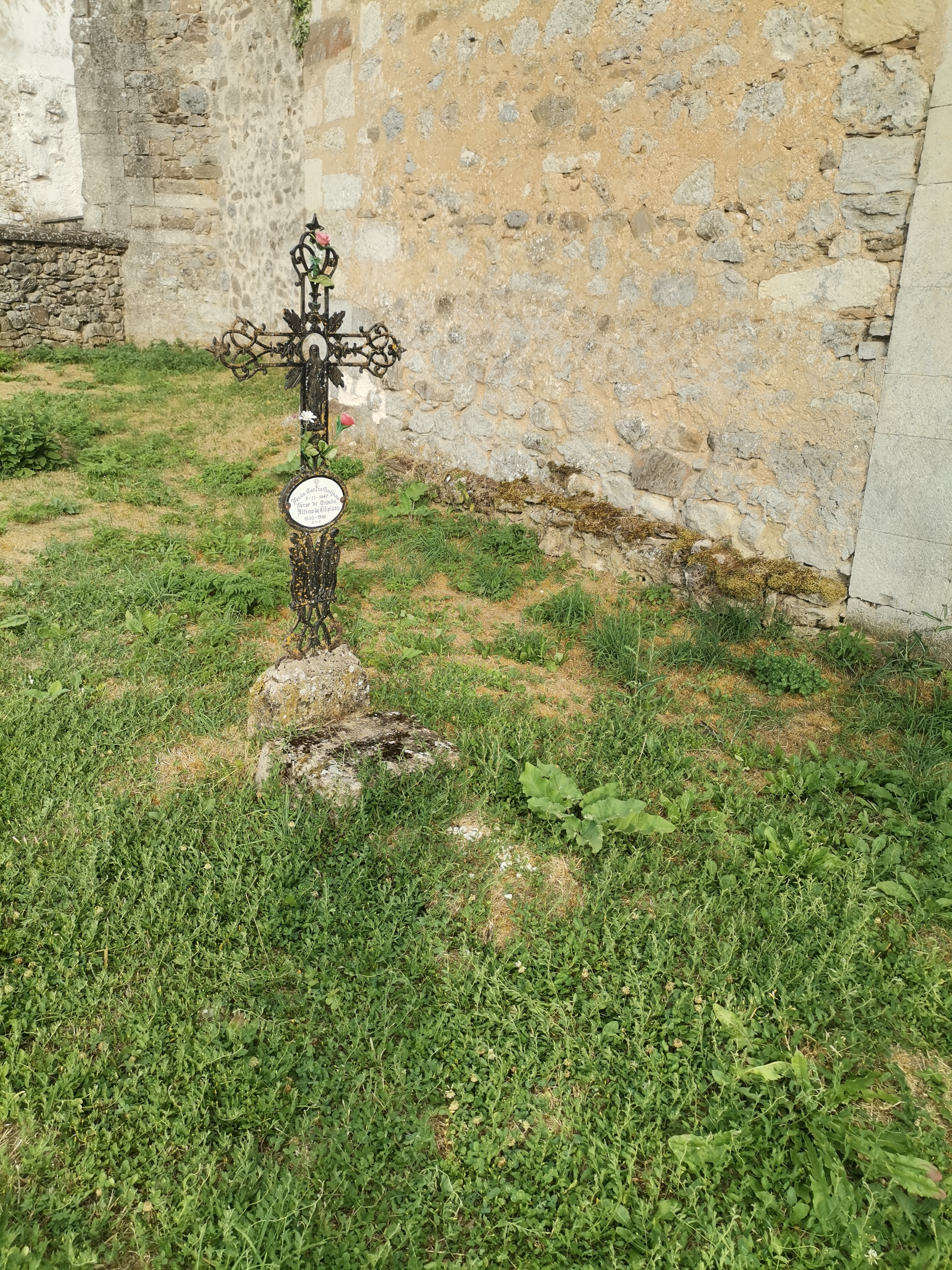
Tumba de Jesús García Quijano

## Regreso a España
El 28 de julio de 1899, embarca junto con el resto de los supervivientes en el puerto de Manila y llega a Barcelona el 1 de septiembre.
Una vez en España, retoma su vida de labrador e intenta que la administración le pague una paga por invalidez. Finalmente, en 1908, obtiene, al igual que el resto de los supervivientes y las familias de los fallecidos en Baler, una pensión vitalicia de 60 pesetas.
Durante la Guerra Civil, un avión confunde el carro de Quijano en el campo, lanzando una bomba que mata a tres vecinos que se encontraban con él y le causan graves heridas. Años más tarde, en 1945, se rueda Los Últimos de Filipinas, película que Franco declara documento de interés nacional. Aquel año, únicamente sobrevivían 8 de los soldados de Baler, de los que 5, entre ellos García Quijano, tenían hijos que habían combatido en el bando republicano, por lo que no fue invitado al estreno.
En 1947, Jesús García Quijano falleció en el olvido y fue enterrado en el cementerio parroquial.

## Homenajes

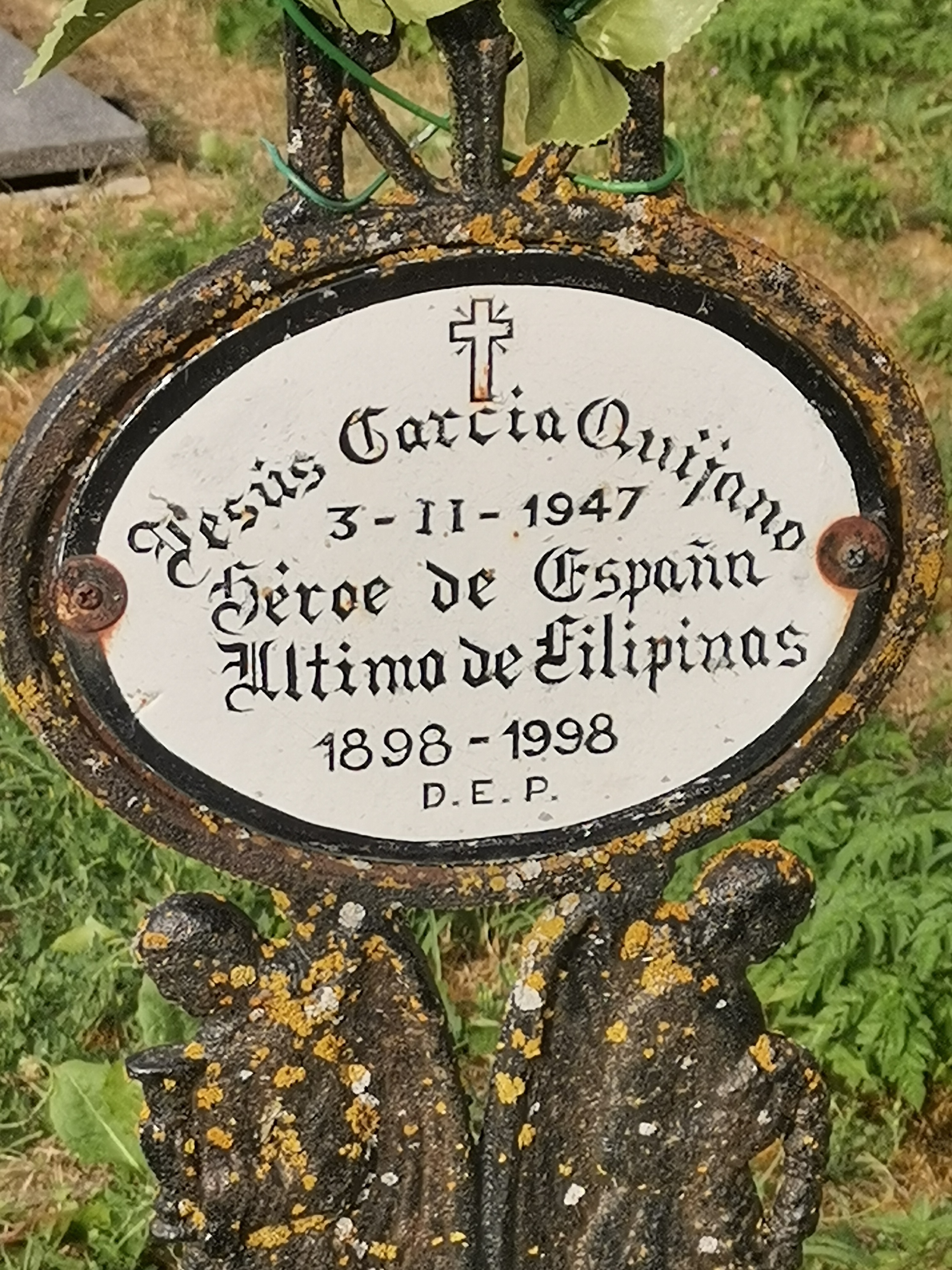
Placa de la tumba de Jesús García Quijano

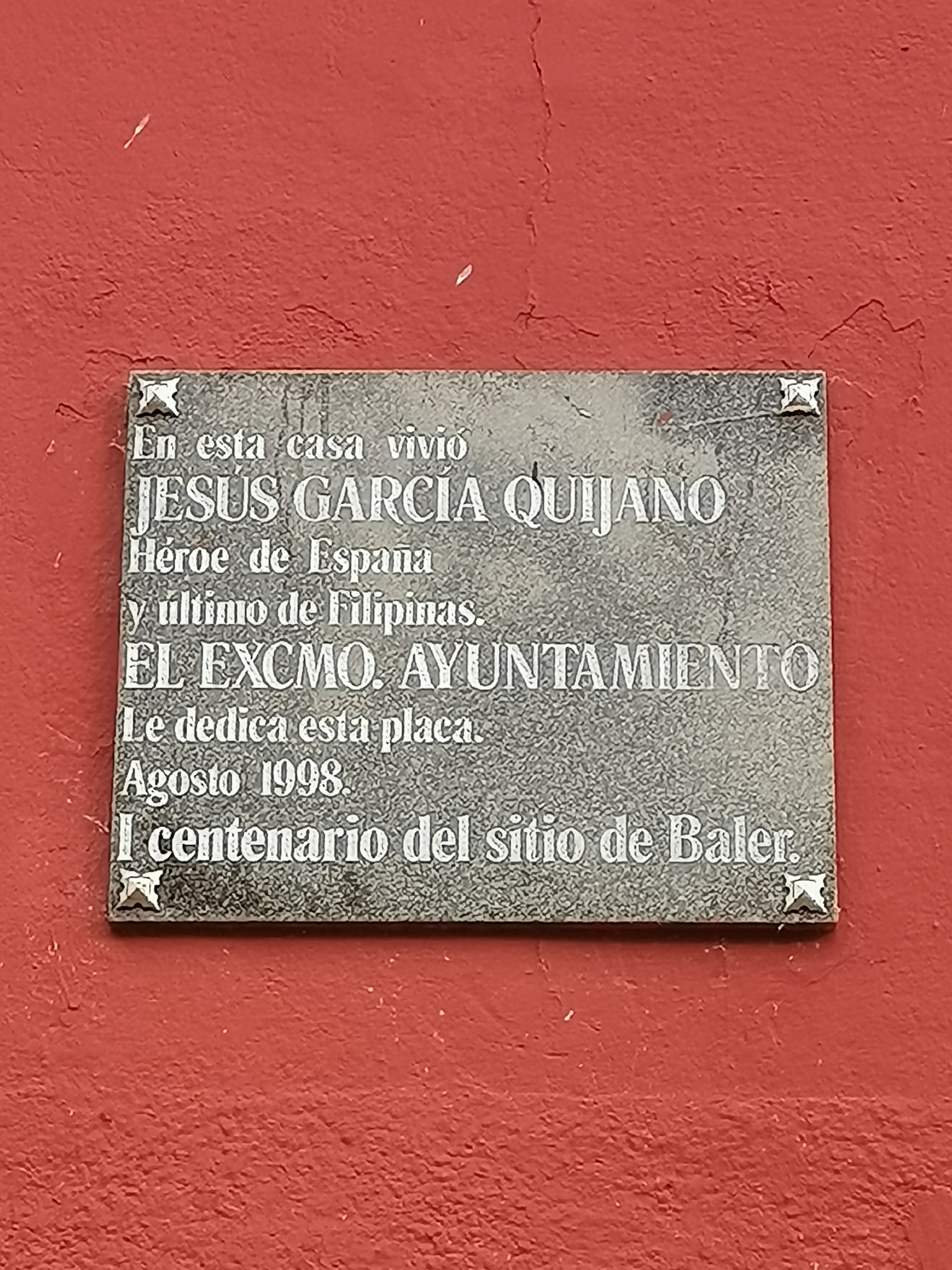
Placa conmemorativa en la vivienda familiar en Viduerna de la Peña.

Por iniciativa de su familia, se celebró un homenaje en el primer centenario del Sitio (1998), con la colocación de una placa en la casa natal de Viduerna de la Peña. La plaza del pueblo fue renombrada en su honor, así como la Asociación de Vecinos del Pueblo. A la que acudió también el héroe médico Fermín Videgain Anoz
El 4 de septiembre de 2005, Viduerna de la Peña, pedanía del Ayuntamiento de Santibáñez de la Peña, celebró su hermanamiento con el Municipio de Baler, y fue inaugurado el Monumento a la Concordia Universal en recuerdo del Sitio de Baler. En mayo de 2006, la Diputación de Palencia también selló  su hermanamiento con la provincia de Aurora (cuya capital es Baler).
Su bisnieto, también llamado Jesús (Valbuena García) mantiene una página web con abundante y actualizada información sobre el sitio de Baler.

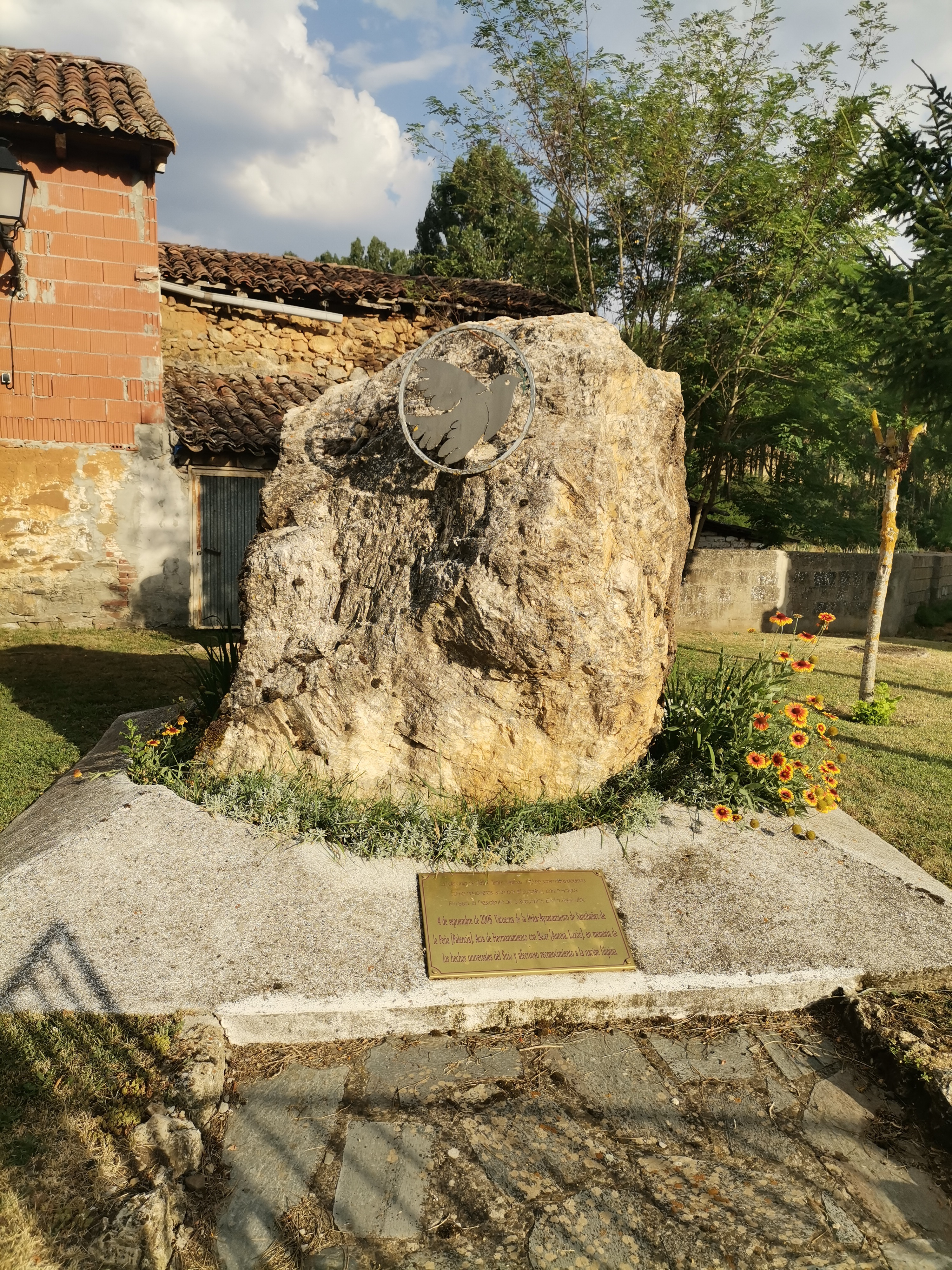
Monumento conmemorativo en Viduerna de la Peña.

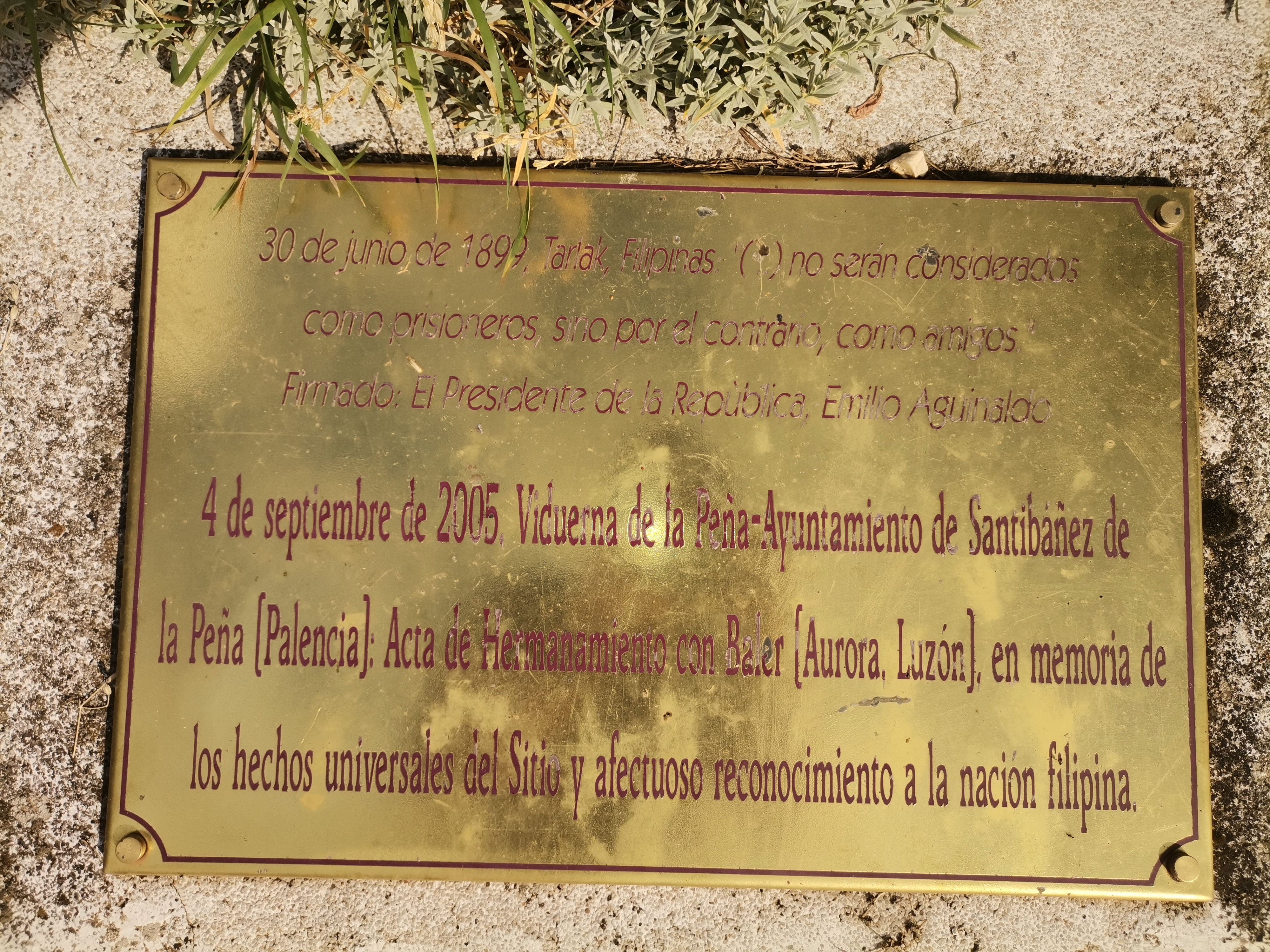
Placa del monumento conmemorativo en Viduerna de la Peña